# الزيتون في المغرب
الزيتون في المغرب هو أحد أهم المنتجات الفلاحية للدولة، حيث احتل المغرب الرتبة الأولى عربيا والسادسة عالميا في إنتاج الزيتون سنة 2016 بما ينازه 1،416،000 طنًّا من الزَّيتون. يتوفر المغرب على أكثر من مليون هكتار مزروع بالزَّيتون، ويتمركزُ مُعظَمُهُ شمال المغرب.

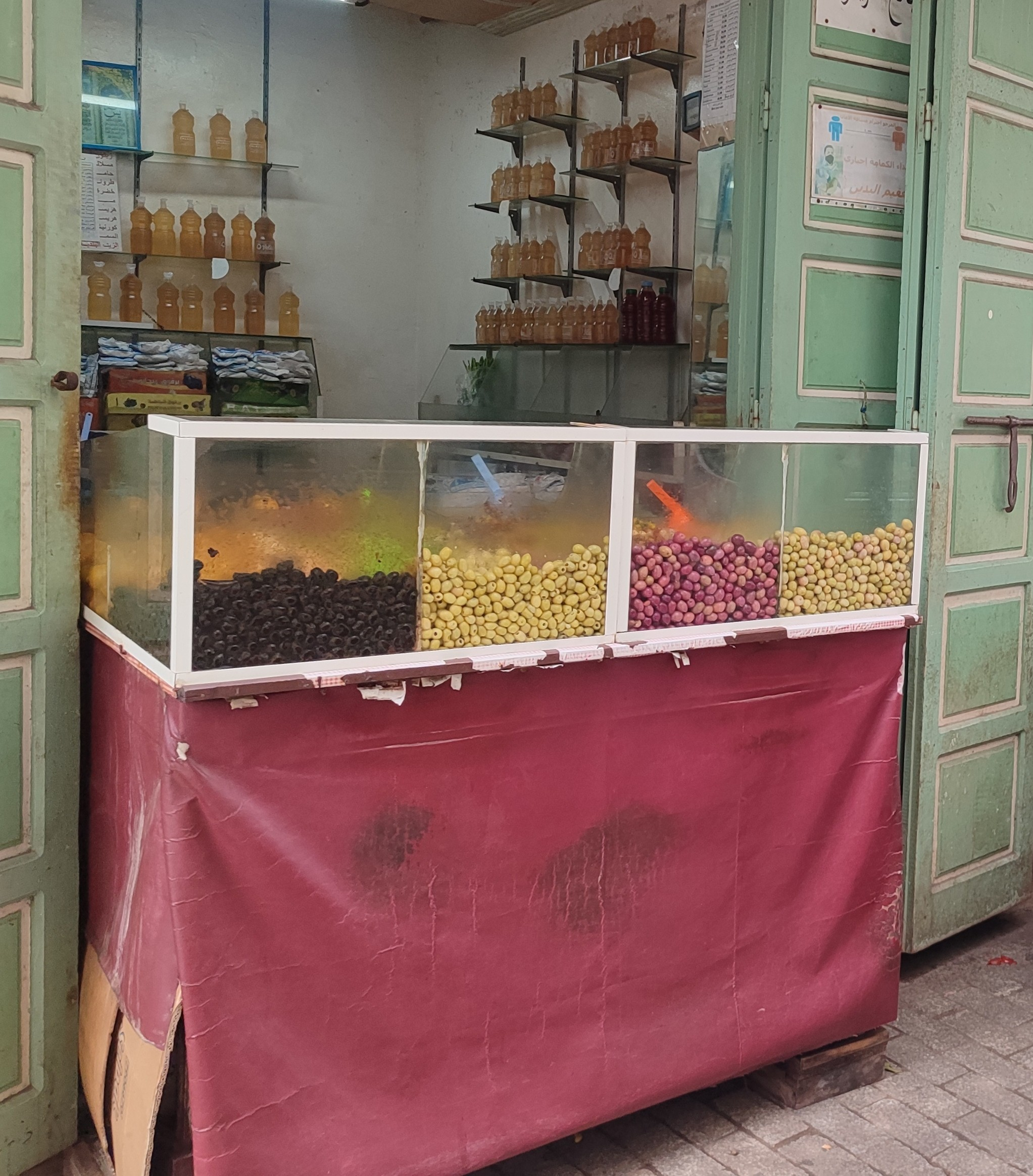
بائع الزيتون المسير بالعاصمة الرباط

## التاريخ
قَام العالم دانييل زوهاري بدراسة مستفيضة حول انتقال الزيتون من بلاد الشام إلى إلى المغرب. يُعتقد أن الفينيقيون أدخلوا زراعة شجر الزيتون إلى المغرب والدُّول التي وصلوا إليها عند سيطرتهم على حوض البحر الأبيض المتوسط في أواخر الألفية الثانية قبل الميلاد. ولم يكن تأثير الفينيقيين ملحوظًا في بادئ الأمر، لكن في أواخر القرن الثامن قبل الميلاد ازدهرت حضارتهم ازدهارًا عظيمًا بما في ذلك زراعة شجر الزيتون في المناطق ذات المناخ الملائم كما ازدهرت طرق استخراج الزيت.

## الأنواع
أنواع الزَّيتون في المغرب:
- بشولين المغربية: شكله بيضاوي ومتحد ومستدير القمة، حجمه صغير، لونه أسود، نسبة الزيت فيه 18-23%.[6]
- الحوزية: شكله بيضاوي مستدير القمة، نسبة الزيت فيه 20%.[6]
- المنارة: حجمه صغير، نسبة الزيت فيه 20%.[6]
- الذهبية: شكل الحبة مستطيلة، حجمها كبير، لونها أسود، نسبة الزيت فيه 17%.[6]
- مسلالة[6]

## زيت الزيتون
بَلغَ إنتاج زيت الزَّيتون في المغرب موسم 2018-2019 حوالي 200،000 ألف طن، واحتلَّت بذلك المرتبة الأولى عربيًا والرَّابعة عالميًا.

## معرض الصّور

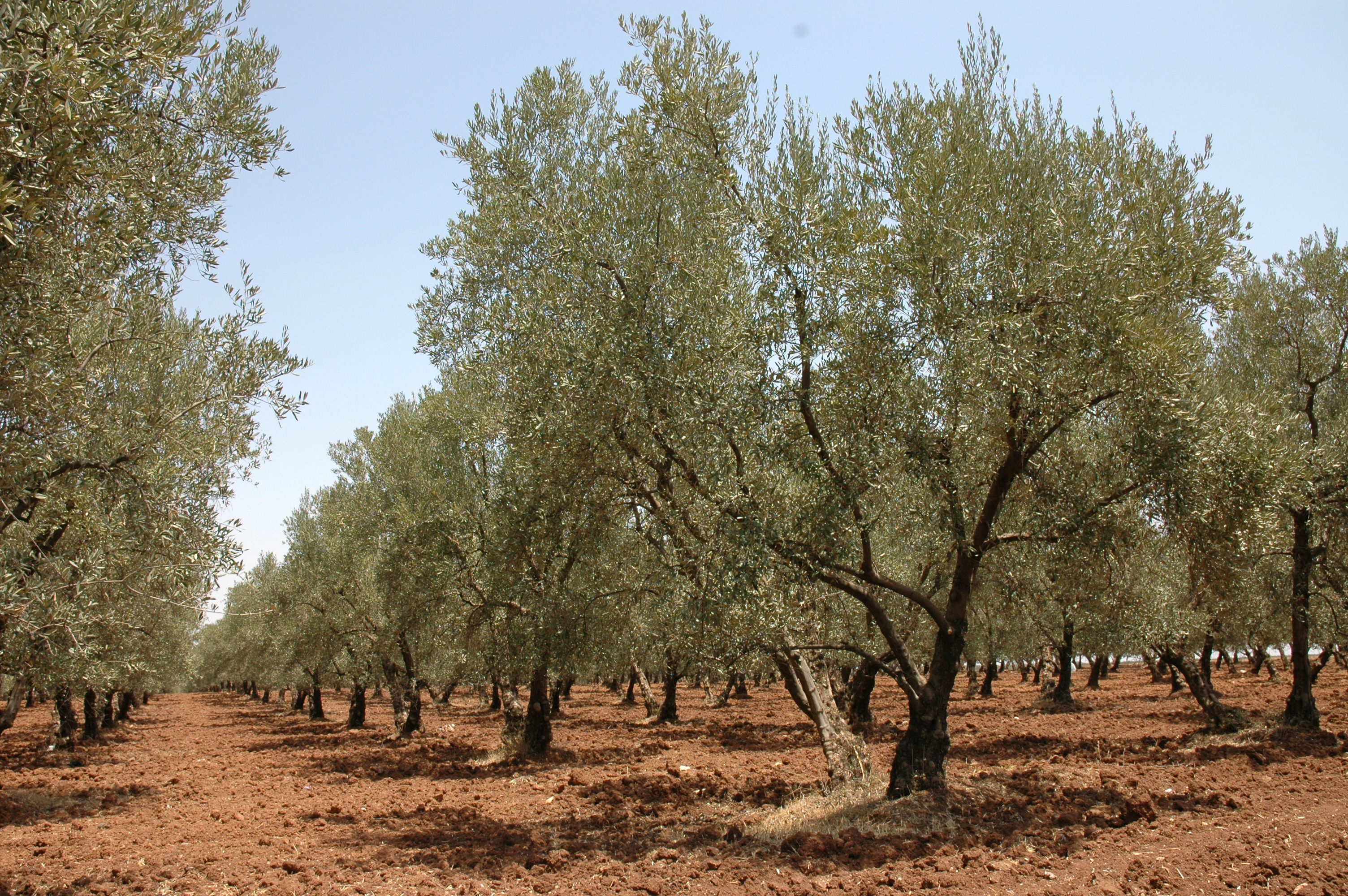
أشجار الزَّيتون في المغرب.
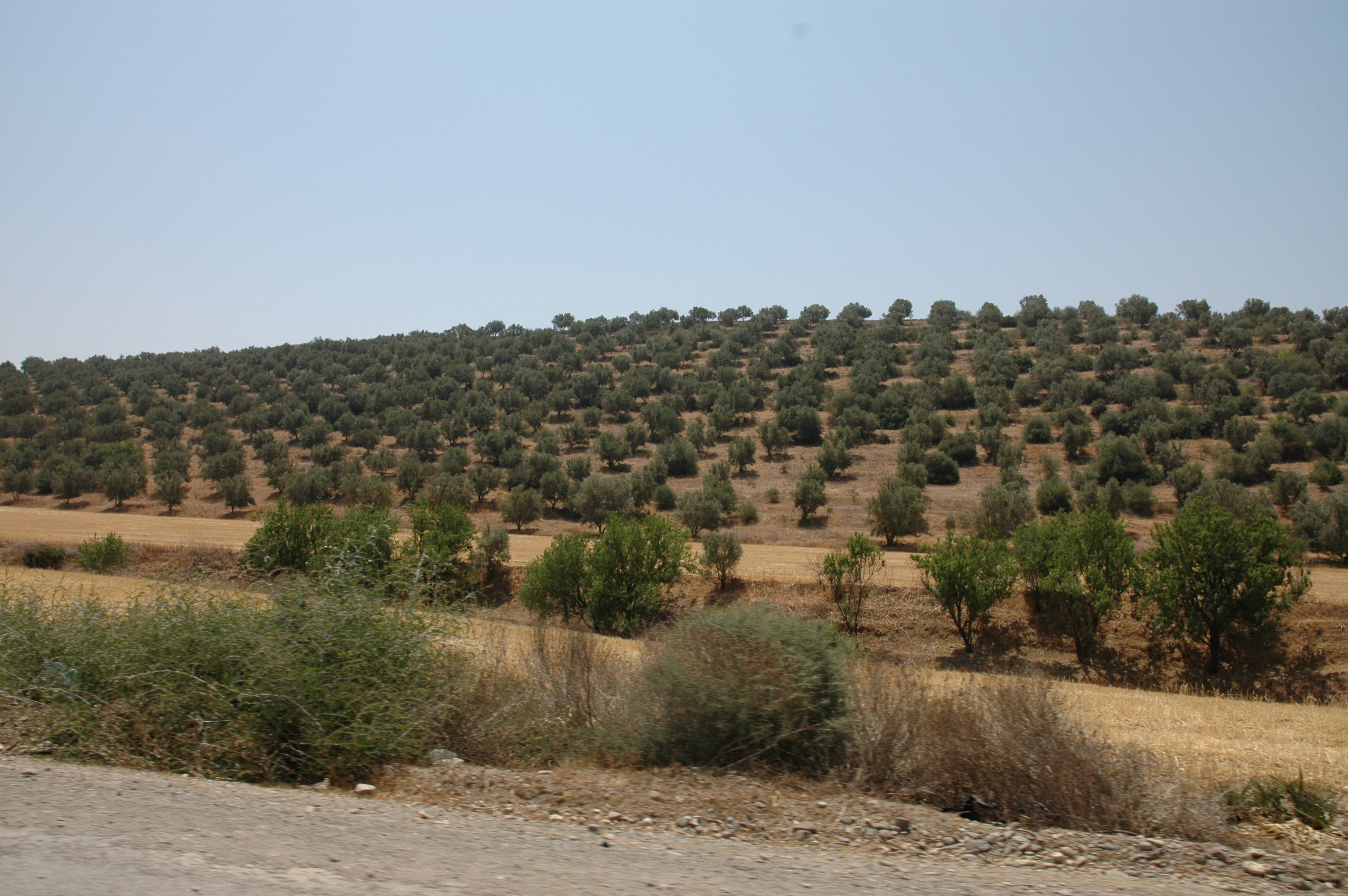
حقل من الزَّيتون في المغرب.
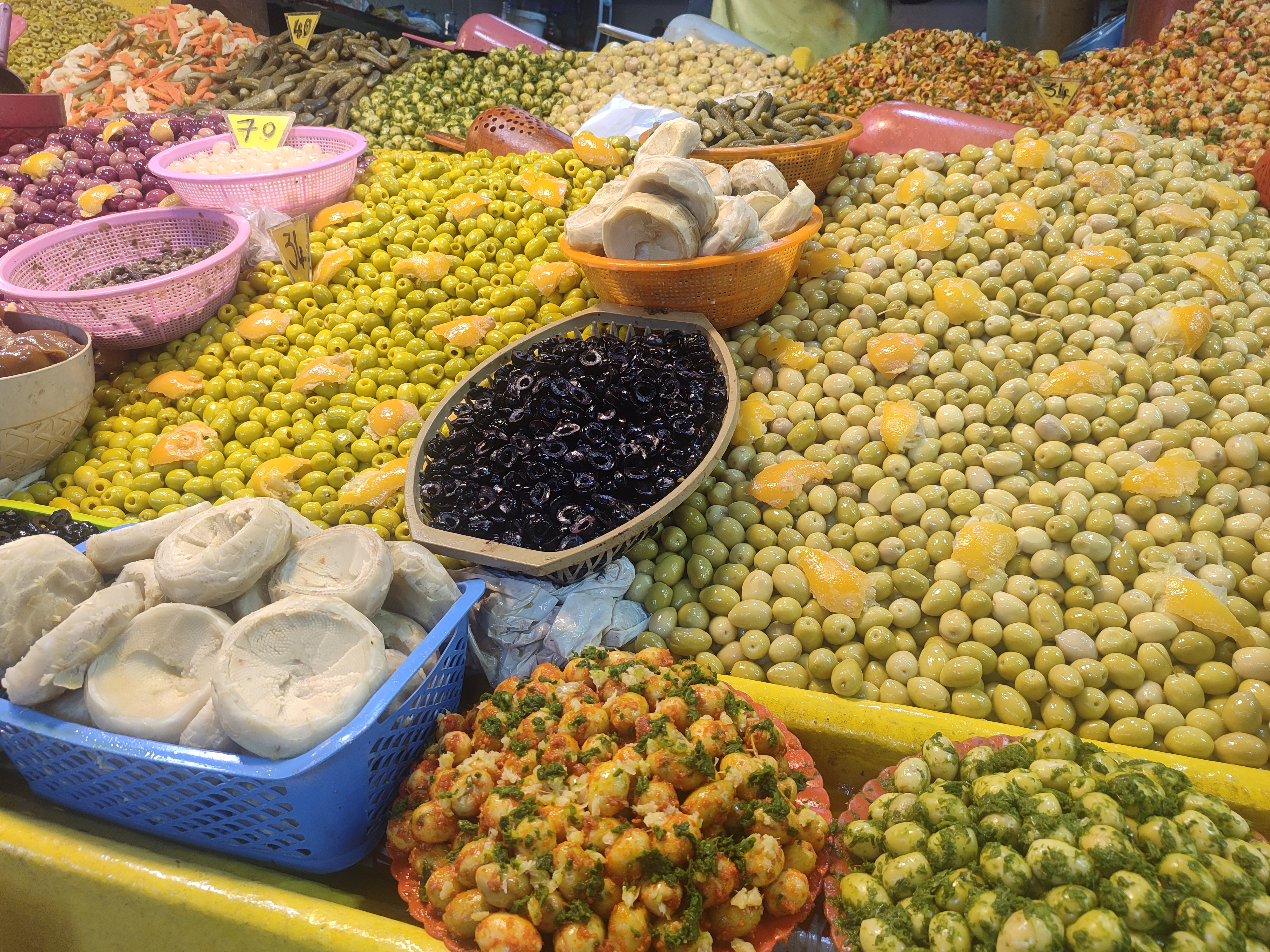
بائع الزيتون بسوق جميعة بالدار البيضاء.
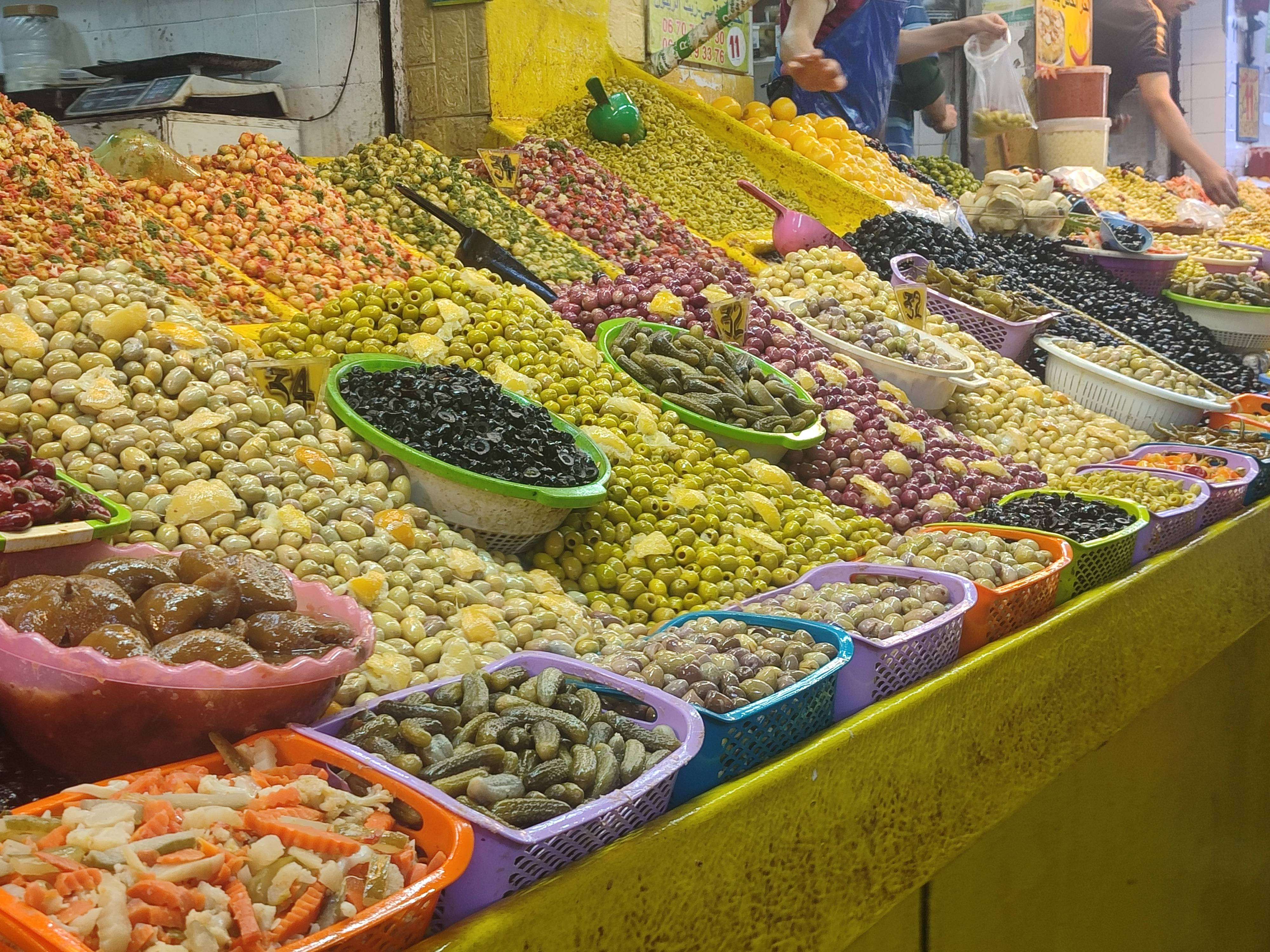
بائع الزيتون بسوق جميعة بالدار البيضاء.
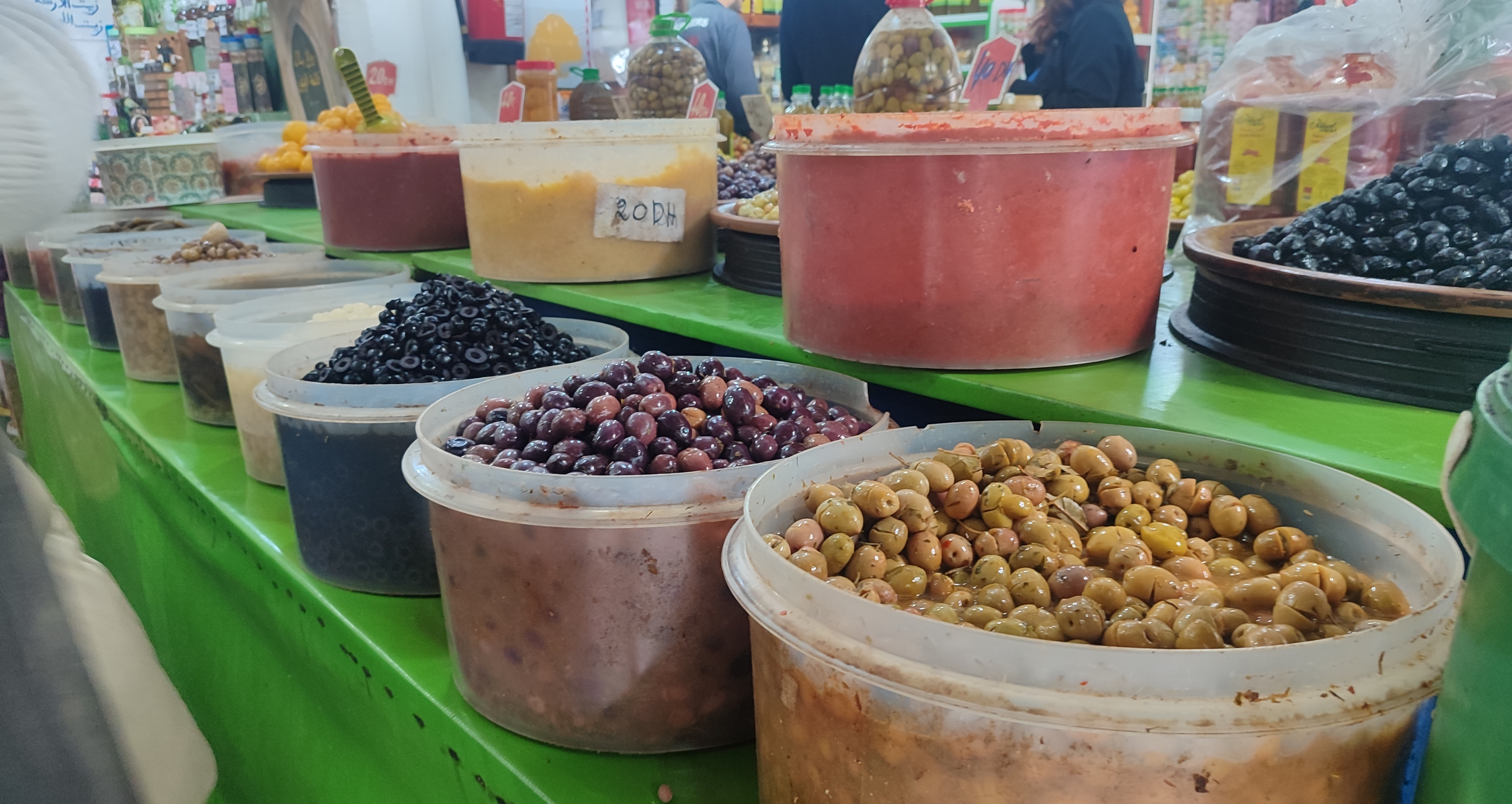
بائع الزيتون بسوق جميعة بالدار البيضاء.
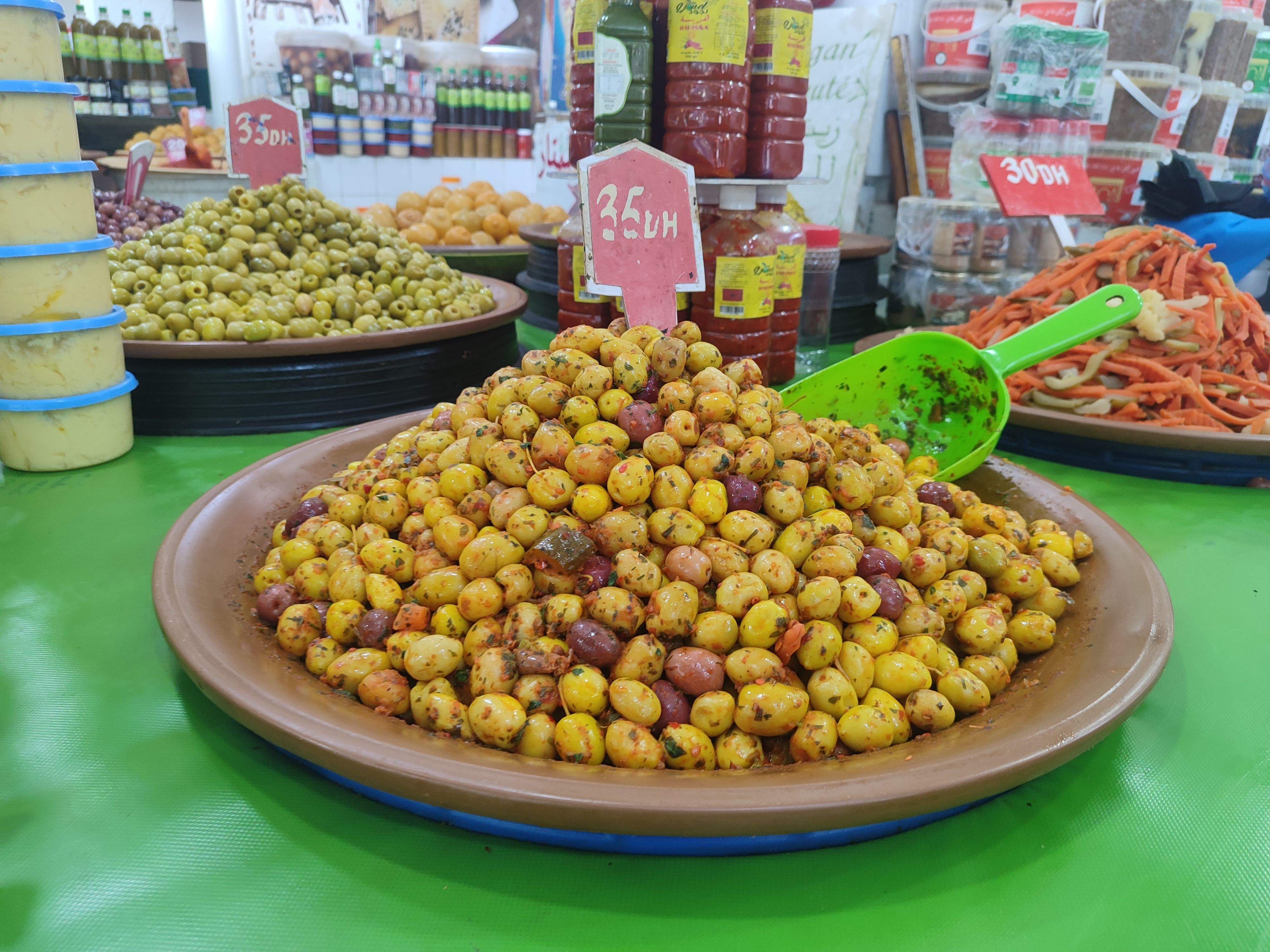
بائع الزيتون بسوق جميعة بالدار البيضاء.
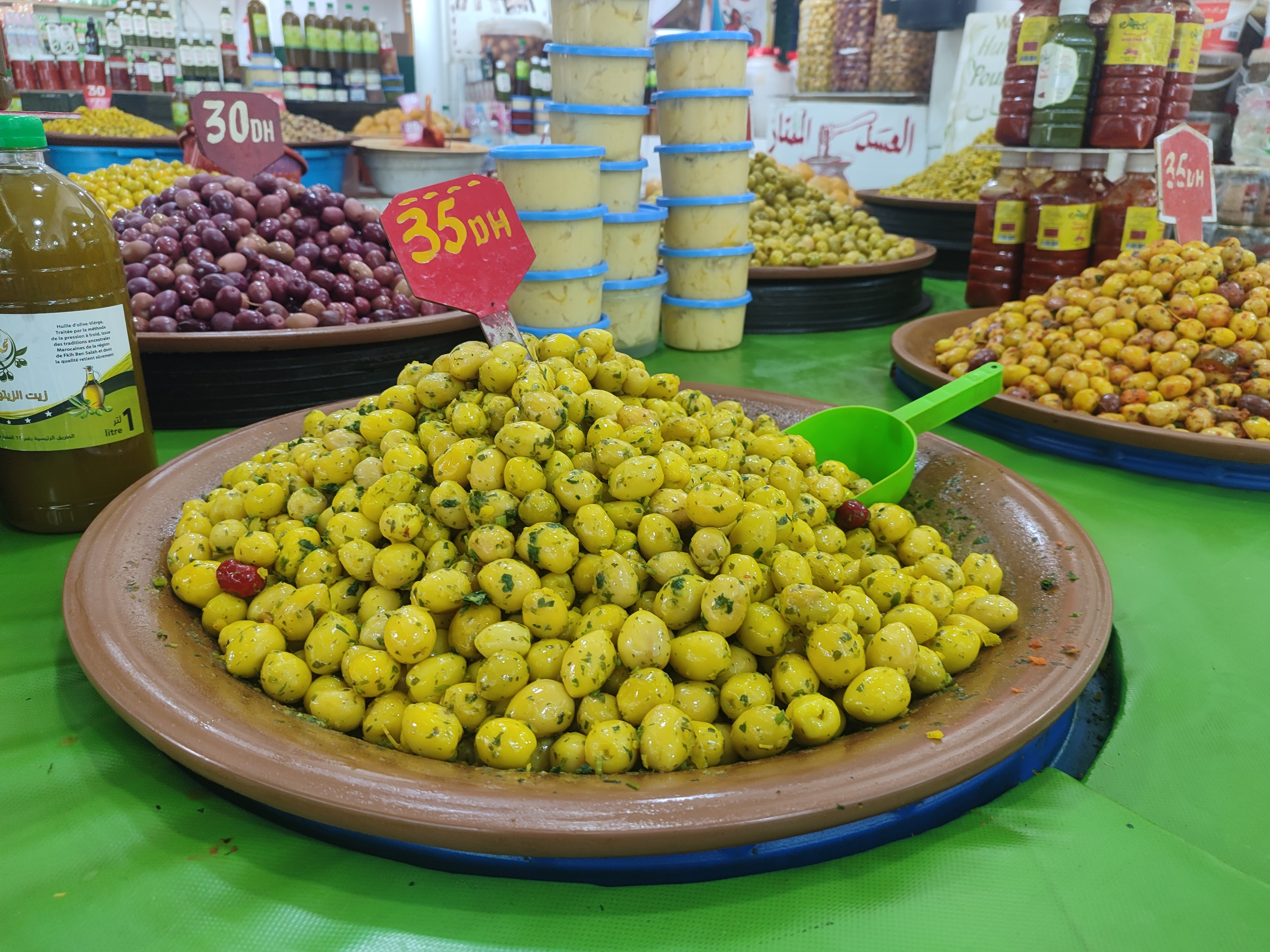
بائع الزيتون بسوق جميعة بالدار البيضاء.
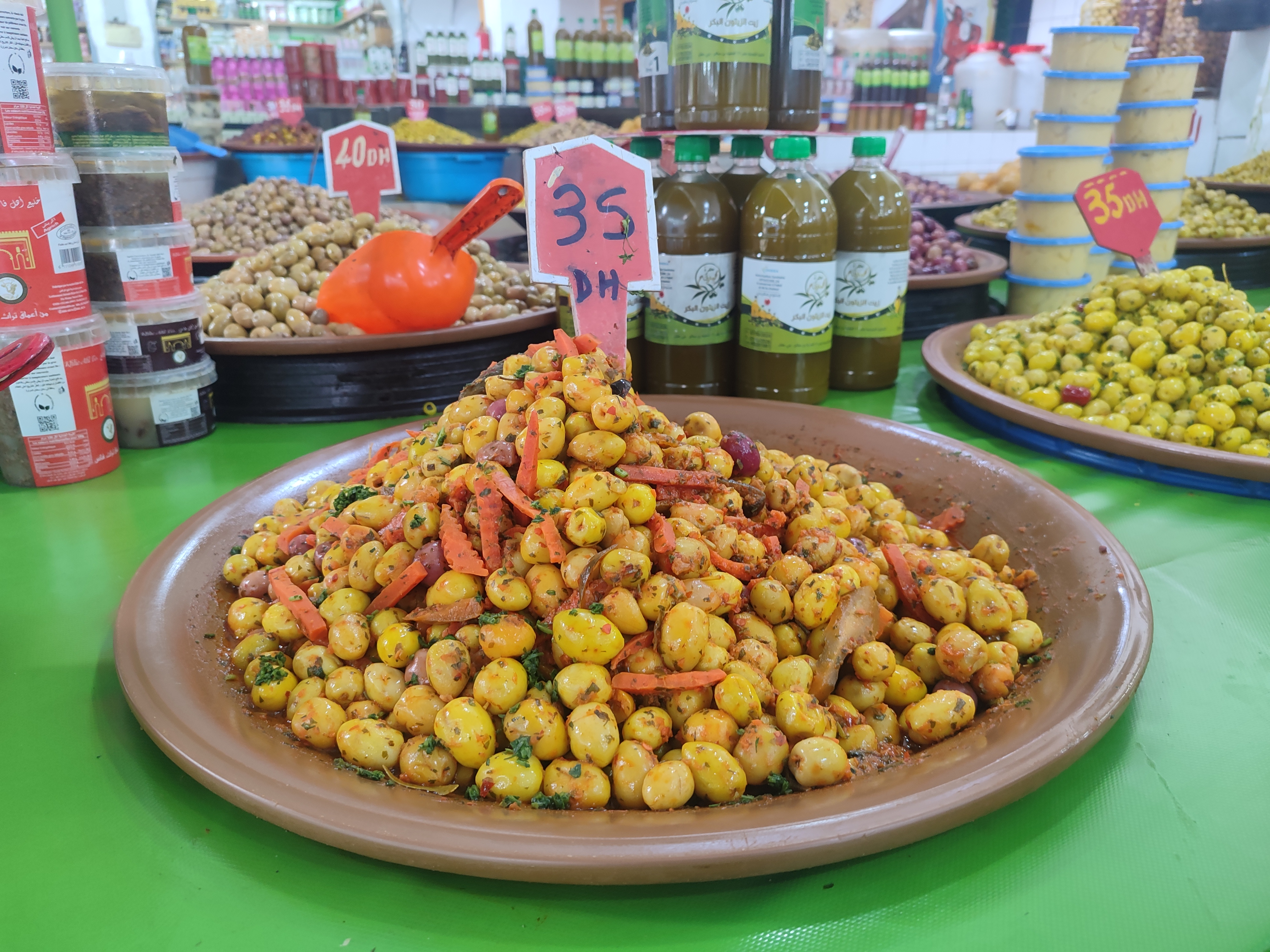
بائع الزيتون بسوق جميعة بالدار البيضاء.
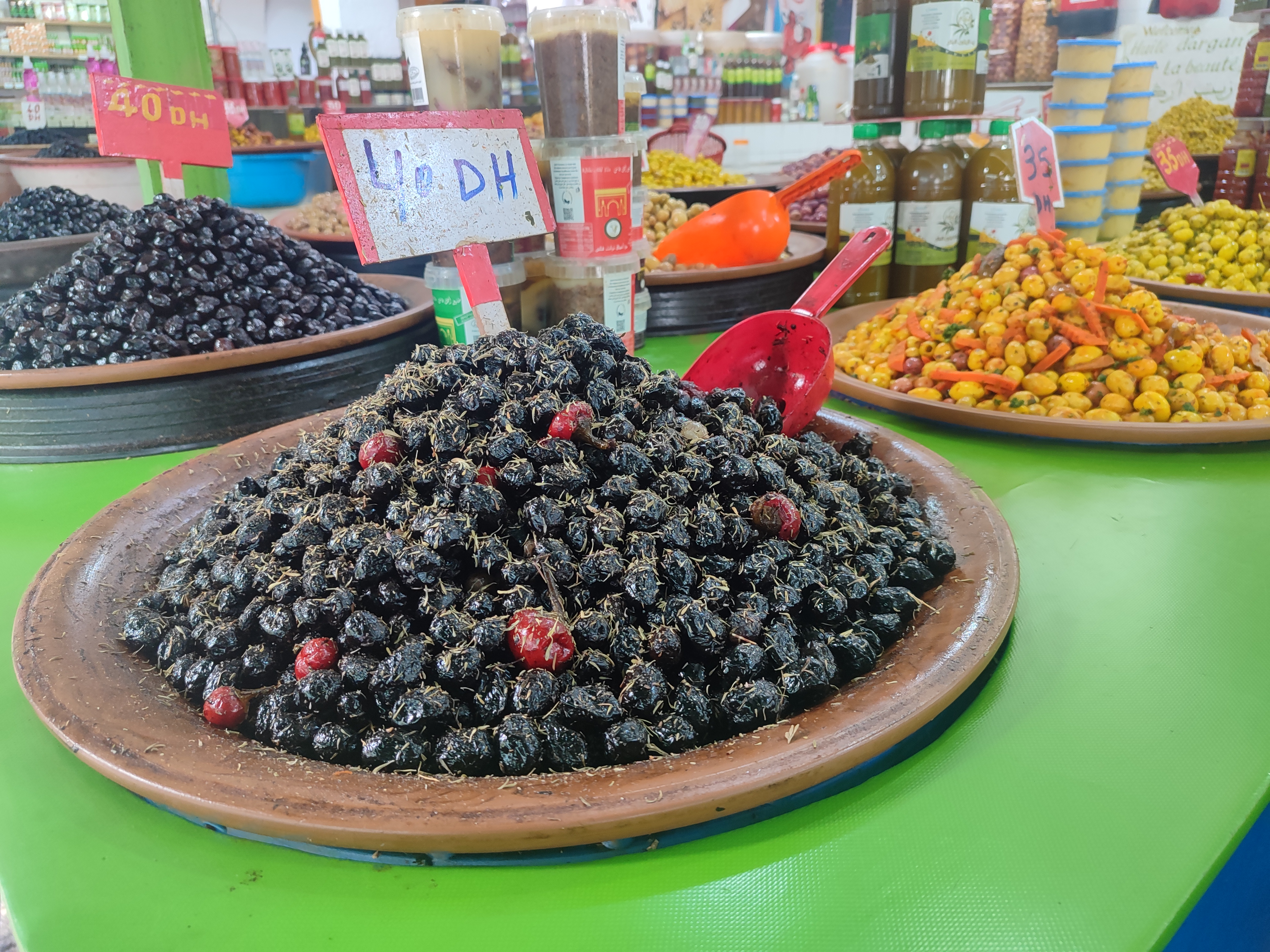
بائع الزيتون بسوق جميعة بالدار البيضاء.
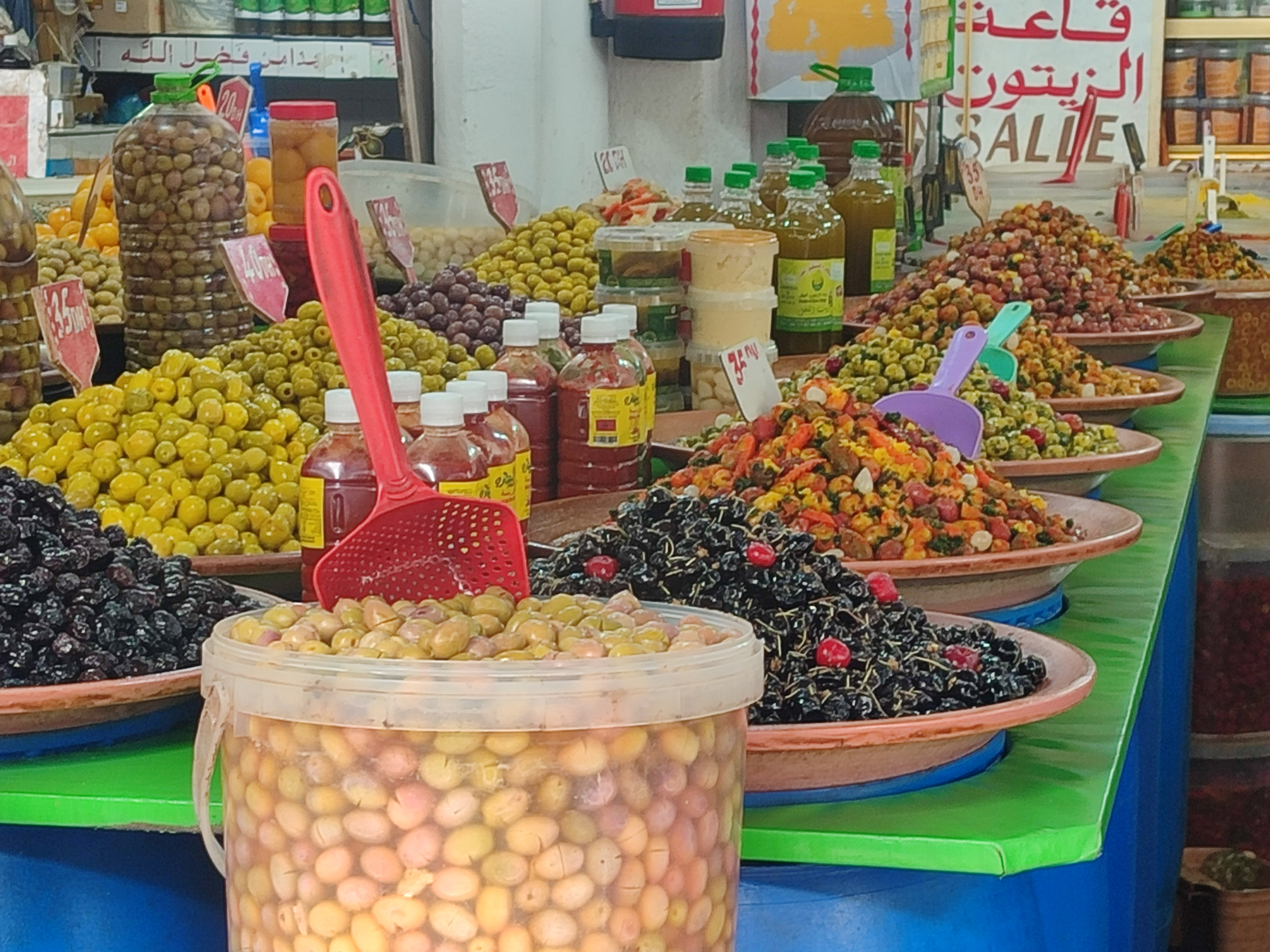
بائع الزيتون بسوق جميعة بالدار البيضاء.
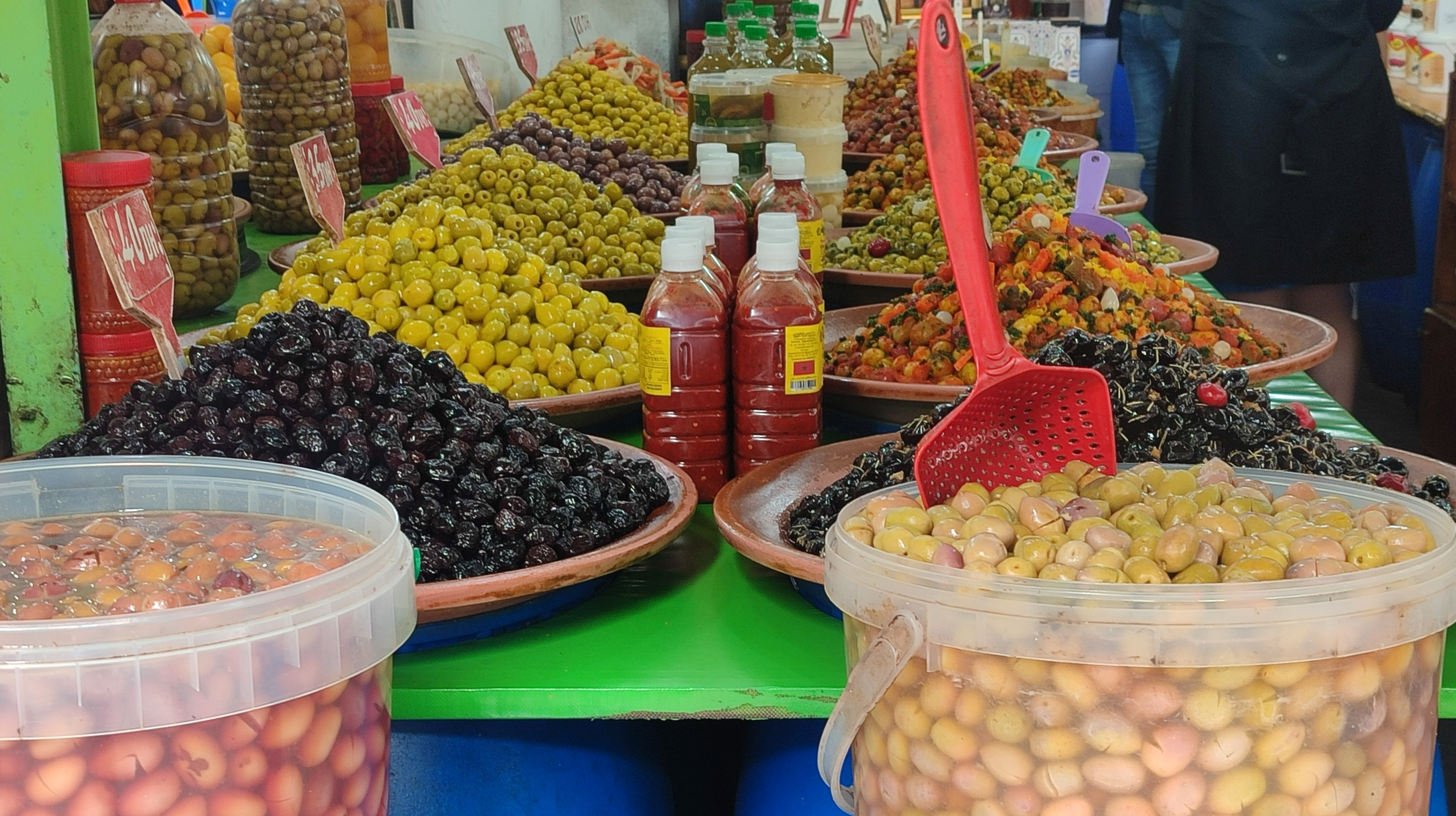
بائع الزيتون بسوق جميعة بالدار البيضاء.

## وَصلات خارجيّة
- الموقع الرسمي لوزارة الفلاحة المغربية